# San Diego Challenger 1998
Il San Diego Challenger 1998 è stato un torneo di tennis facente parte della categoria ATP Challenger Series nell'ambito dell'ATP Challenger Series 1998. Il torneo si è giocato a San Diego negli Stati Uniti dal 12 al 18 ottobre 1998 su campi in cemento.

## Vincitori

### Singolare
Ville Liukko ha battuto in finale  Paul Goldstein con il punteggio di 7–5, 7–6

### Doppio
Paul Goldstein /  Adam Peterson hanno battuto in finale  Michael Hill /  Scott Humphries con il punteggio di 6–2, 7–5